# Wang Xiaojing
Wang Xiaojing (chiń. 王晓菁; pinyin Wáng Xiǎojīng; ur. 3 maja 1992 r. w Hefei) – chińska strzelczyni, dwukrotna srebrna medalistka mistrzostw świata, brązowa medalistka igrzysk azjatyckich.